# وینترباخ (زودوستپفالتس)
وینترباخ (به آلمانی: Winterbach) یک شهر در آلمان است که در زودوستپفالتس واقع شده‌است. وینترباخ ۵۴۸ نفر جمعیت دارد.